# DRF1
DRF1 – Deutsches Regionalfernsehen ist ein privater Fernsehsender im nördlichen Rheinland-Pfalz in der Region Mittelrhein und Eifel. Betreiber ist die DRF – Deutschland Fernsehen Produktions GmbH & Co. KG mit Sitz in Koblenz, die dem Unternehmer Frank Gotthardt gehört.

## Der Sender
Die Senderräume befinden sich im Medienhaus am Klostergut Besselich in Urbar. Zum Start sendete man bei Vodafone Kabel Deutschland. Damit war DRF1 in 13 von 16 Bundesländern über das Kabel empfangbar. Zusätzlich wird ein Internet-Livestream über die Webseite des Senders angeboten. Eine weitergehende Verbreitung wird angestrebt: Ziel ist, einen „Überblick über die Nachrichtenlage in den 16 Bundesländern“ zu bieten. Neben den Landesmedienanstalten, die den Sender als Nachrichtensender typisieren, versteht er sich selbst als „bundesweit agierender Regionalsender“, der nach dem sog. „Windrosen-Prinzip“ arbeitet: Alle 15 Minuten wechselt der Blick auf die jeweilige Region. Zur vollen Stunde berichtet der Sender aus dem Norden, danach aus dem Osten, dem Süden und um Viertel vor aus dem Westen Deutschlands. Man sendet rund um die Uhr, ergänzt durch Reportagen, Dokumentationen und Berichten von der Frankfurter Börse des Kooperationspartners DAF.

## Geschichte

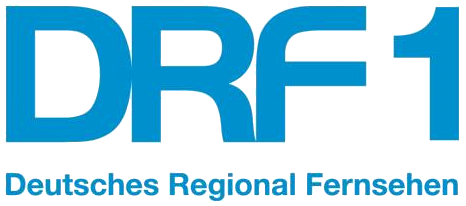
Logo bis 12. August 2016

Bereits am 25. November 2014 wurde bei Vodafone Kabel Deutschland eine Karte aufgeschaltet, die auf den Sendestart von DRF1 am 28. Januar 2015 hinwies. Kurz nach dem Jahreswechsel wurde der Sendestart vom Sender auf den 5. Februar 2015 verschoben. Seit dem 5. Februar 2015 um 18:00 Uhr ist der Sender mit einem Informationsprogramm auf Sendung, das u. a. auf die Übertragung der Zeremonie des feierlichen Senderlaunches in der Staatskanzlei von Rheinland-Pfalz am 7. Februar 2015 hinweist. Die alltägliche Nachrichtenschiene im TV startet nach Angaben des Senders am 9. Februar 2015.
Seit Anfang Mai 2017 wird der Sender nicht mehr in das Netz von Vodafone eingespeist.

## China Info
In Kooperation mit der Guang Hua Media (Deutschland) GmbH zeigt DRF1 im TV-Magazin China Info nach eigenen Angaben „wohl die intensivste Berichterstattung über China in ganz Deutschland.“ Die Süddeutsche Zeitung kritisierte die Nähe des Magazins zu chinesischen Staatsmedien.

## Tochtersender
- TV Mittelrhein
- Wwtv (Westerwald TV)